# Ulrichshalben
Ulrichshalben ist ein Ortsteil der Landgemeinde Ilmtal-Weinstraße im Landkreis Weimarer Land in Thüringen.

## Lage
Ulrichshalben liegt unmittelbar südwestlich neben Oßmannstedt. Zwischen den Dörfern fließt die Ilm. Die ackerbaulich genutzte fruchtbare Gemarkung ist durch begrünte Fluss- und Bachläufe und Erosionsrinnen aufgelockert.

## Geschichte
Die urkundliche Ersterwähnung  des Dorfes geht auf 1297 zurück.
In Ulrichshalben gab es eine Wasserburg, von der keine Reste mehr vorhanden sind. Das Areal ist als Bodendenkmal geschützt. Später entstand hier ein Rittergut. 1923 waren die Bausa-Streiber als Eigentümer verzeichnet. Das Dorf insgesamt war landwirtschaftlich geprägt.
Um den 12. April 1945 wurde Ulrichshalben von US-Truppen besetzt, die Anfang Juli durch Rote Armee abgelöst wurden. Dadurch wurde der Ort, wie ganz Thüringen, Bestandteil der SBZ und ab 1949 der DDR. Das Rittergut wurde enteignet, das Herrenhaus gesprengt. Die weitere Entwicklung war dann durch die Kollektivierung der Landwirtschaft geprägt. Nach der politischen Wende 1990 passte sie sich durch neue Eigentumsformen an.

## Sehenswürdigkeiten
- Dorfkirche mit Orgel von Johann Benjamin Witzmann (um 1802)
- Kriegerdenkmale für die Gefallenen des Deutsch-Französischen Krieges 1870/71 und des Ersten Weltkriegs, benachbart zur Kirche
- Entstehendes „Kulturgut“ aus den Resten des alten Ritterguts: Pferdestall (Bruchsteinbau) und Gesindehaus (Fachwerk) werden durch Helena und Sebastian Roth saniert und neuer Bestimmung zugeführt.

## Veranstaltungen
- Ulrichshalbener Burschenkirmes
- „Kultursommer Ulrichshalben“ seit 2011, veranstaltet durch das Pianisten-Ehepaar Roth, mit Konzerten in der Kirche. Es hat sich ein Verein der Freunde und Förderer des Kulturguts gebildet. Besonders der Nachwuchs soll bei den Musikveranstaltungen gefördert werden.

## Persönlichkeiten
- Johann Michael Nicolai (1629–1685), Violonist und Komponist
- Joachim Brendel (1921–1974), Offizier